# مصطفی‌آباد (شهرکرد)
مصطفی‌آباد (شهرکرد)، روستایی از توابع بخش لاران شهرستان شهرکرد در استان چهارمحال و بختیاری ایران است.

## مردم
مردم این روستا لر هستند و به زبان لری سخن می‌گویند.

## جمعیت
این روستا در دهستان لار قرار دارد و براساس سرشماری مرکز آمار ایران در سال ۱۳۸۵، جمعیت آن ۲٬۲۵۷ نفر (۵۸۸خانوار) بوده‌است.